# سیرینیانو
سیرینیانو (به ایتالیایی: Sirignano) یک کومونه در ایتالیا است که در استان آولینو واقع شده‌است.

## خصوصیات
سیرینیانو ۶ کیلومترمربع مساحت و ۲٬۹۶۹ نفر جمعیت دارد و ۲۷۰ متر بالاتر از سطح دریا واقع شده‌است.